# Torneo Preolímpico de la OFC 1988
El Torneo Preolímpico de la OFC 1988 determinó al representante de la OFC en fútbol en los Juegos Olímpicos de Seúl 1988. El torneo consistió en dos rondas, de los cuales Israel clasificó directamente a la segunda ronda.

## Primera ronda

### Grupo A
Papúa Nueva Guinea abandonó el torneo antes de que comenzara.
| Equipo 1 | Agr. | Equipo 2  | Ida | Vuelta |
| -------- | ---- | --------- | --- | ------ |
| Taiwán   | 0–6  | Australia | 0-3 | 0–3    |

| 15 de noviembre de 1987 | Taiwán | 0–3     | Australia                     | Taipei, Taiwán |  |
|                         |        | Reporte | - Arnold 21' 50' - Farina 53' |                |  |

| 26 de febrero de 1988 | Australia                                | 3–0 (Global 6-0) | Taiwán | Canberra, Australia |  |
|                       | - Arnold 36' 71' - Pan Yung-I 56' (a.g.) | Reporte          |        |                     |  |

### Grupo B
Fiji abandonó el torneo antes de que comenzara.
| Equipo 1         | Agr. | Equipo 2      | Ida | Vuelta |
| ---------------- | ---- | ------------- | --- | ------ |
| Samoa Occidental | 0–19 | Nueva Zelanda | 0–7 | 0–12   |

| 7 de noviembre de 1987 | Samoa Occidental | 0–7     | Nueva Zelanda                                                                        | Apia, Samoa |  |
|                        |                  | Reporte | - Halford 7' - McGarry 35' - Halligan 64' - Ironside 65' 83' 85' (pen.) - Deeley 76' |             |  |

| 13 de noviembre de 1987 | Nueva Zelanda | 12–0 (Global 19-0) | Samoa Occidental | Auckland, Nueva Zelanda |  |
|                         | - McGarry 1' 16' (pen.) 37' - Hagan 22' (pen.) 35' 43' 73' - Halford 27' - Deeley 45' (pen.) 62' 71' - Barkley 76' (pen.) | Reporte            |                  |                         |  |

## Playoff
Los perdedores de la primera ronda se enfrentaron a un partido en sede neutral para definir al clasificado a la segunda ronda.
| Equipo 1 | Resultado | Equipo 2         |
| -------- | --------- | ---------------- |
| Taiwán   | 5–0       | Samoa Occidental |

| 2 de marzo de 1988 | Taiwán                                                            | 5–0     | Samoa Occidental | Sydney, Australia |  |
|                    | - Miao Chin-Chung 11' 17' 58' - Pan Yung-I 49' - Chien I-Shiu 80' | Reporte |                  |                   |  |

## Segunda ronda
| Pos. | Equipo            | Pts. | PJ | G | E | P | GF | GC | Dif. | Clasificación |
| ---- | ----------------- | ---- | -- | - | - | - | -- | -- | ---- | ------------- |
| 1    | Australia (H)     | 14   | 6  | 4 | 2 | 0 | 12 | 4  | +8   | Clasificado   |
| 2    | Israel            | 13   | 6  | 4 | 1 | 1 | 17 | 3  | +14  |               |
| 3    | Nueva Zelanda (H) | 7    | 6  | 2 | 1 | 3 | 5  | 7  | −2   |               |
| 4    | Taiwán            | 0    | 6  | 0 | 0 | 6 | 3  | 23 | −20  |               |

 Fuente: 
| 6 de marzo de 1988 | Taiwán | 0–1 | Nueva Zelanda | Melbourne, Australia |  |
|                    |        |     | Barkley 80'   |                      |  |

| 6 de marzo de 1988 | Australia                         | 2–0 | Israel | Melbourne, Australia |  |
|                    | - Yankos 71' (pen.) - Farina 90+' |     |        |                      |  |

| 9 de marzo de 1988 | Israel                   | 2–0 | Nueva Zelanda | Adelaide, Australia |  |
|                    | - Cohen 17' - Ivanir 55' |     |               |                     |  |

| 9 de marzo de 1988 | Australia                             | 3–2 | Taiwán                              | Adelaide, Australia |  |
|                    | - Tobin 21' - Crino 62' - Patikas 87' |     | - Wu Chau-In 18' - Chien I-Shiu 86' |                     |  |

| 13 de marzo de 1988 | Israel                                               | 5–1 | Taiwán             | Sydney, Australia |  |
|                     | - Brailovsky 7' 79' - Malmilian 14' 72' - Levine 28' |     | - Chen Sing-An 64' |                   |  |

| 13 de marzo de 1988 | Australia                              | 3–1 | Nueva Zelanda | Sydney, Australia |  |
|                     | - Patikas 39' - Crino 60' - Farina 64' |     | - McGarry 56' |                   |  |

| 20 de marzo de 1988 | Israel | 0–0 | Australia | Christchurch, Nueva Zelanda |  |

| 20 de marzo de 1988 | Nueva Zelanda                | 2–0 | Taiwán | Christchurch, Nueva Zelanda |  |
|                     | - McGarry 27' - Halford 90+' |     |        |                             |  |

| 23 de marzo de 1988 | Taiwán | 0–9 | Israel                                                                                      | Wellington, Nueva Zelanda |  |
|                     |        |     | - Rosenthal 32' - Cohen 43' - Malmilian 50' (pen.) - Levine 58' 60' 66' - Tikva 64' 82' 87' |                           |  |

| 23 de marzo de 1988 | Nueva Zelanda      | 1–1 | Australia  | Wellington, Nueva Zelanda |  |
|                     | McGarry 11' (pen.) |     | Farina 74' |                           |  |

| 27 de marzo de 1988 | Nueva Zelanda | 0–1 | Israel    | Auckland, Nueva Zelanda |  |
|                     |               |     | Levine 5' |                         |  |

| 27 de marzo de 1988 | Taiwán | 0–3 | Australia                           | Auckland, Nueva Zelanda |  |
|                     |        |     | - Arnold 2' - Farina 19' - Wade 77' |                         |  |

## Clasificado a los Juegos Olímpicos de 1988
| Australia |
| --------- |